# Boletim de Botânica, Departamento de Botânica. Instituto de Biociências, Universidade de São Paulo
Boletim de Botânica, Departamento de Botânica. Instituto de Biociências, Universidade de São Paulo (abreviado Bol. Bot. Univ. São Paulo) fue una revista con ilustraciones y descripciones botánicas que fue editada por la Universidad de São Paulo desde 1973 hasta 1976. Fue precedida por Boletim de Faculdade de Filosofia, Ciencias e Letras, Universidade de São Paulo; Botánica.